# Denis Pelizzari
Denis Pelizzari (nascido em 11 de setembro de 1960) é um ex-ciclista francês que representou França nos Jogos Olímpicos de Verão de 1984 em Los Angeles, onde terminou em sexto lugar na corrida de 100 km contrarrelógio por equipes.